# Henry Thode
Pour les articles homonymes, voir Thode.
Henry Thode, de son vrai nom Heinrich Thode, né le 13 janvier 1857 à Dresde, mort le 19 novembre 1920 à Copenhague est un historien de l'art, spécialiste de la Renaissance italienne et de Michel-Ange.

## Biographie
Issu d'une famille d'Allemagne du Nord estimée, son père, Robert Thode (1825-1898) dirigea la Dresdener Bank Robert Thode & Co à Dresde, reprise en 1891 par la Dresdener Bank. Sa mère, Adolfine Szondi (1822-1900), était la fille d'un ministre luthérien saxon. Troisième de quatre enfants, Henry grandit dans une ambiance protectrice. Après un passage au gymnasium de Görlitz, il fit des études à l'université de droit de Leipzig, avant de changer bientôt de sujet d'étude et de lieu. Envoyé à Vienne, il commença des études d'histoire de l'art, qui furent poursuivies à Berlin et Munich. Il écrivit une dissertation sur Moritz Thausing à Vienne en 1880. En 1886, il reçut son habilitation à l'université de Bonn en tant que conférencier privé sur l'histoire de l'art. La même année, il se maria avec Daniela von Bülow (1860-1940), fille de Cosima Liszt, qui avait épousé en secondes noces Richard Wagner, et de son premier mari, le chef d'orchestre Hans von Bülow, qu'il avait rencontrée à Venise, lors d'un voyage d'étude en Italie.
En 1889, grâce à la recommandation de Wilhelm von Bode, il obtint la charge de directeur au Städelschen Kunstinstitut de Francfort-sur-le-Main. Cependant, des désaccords avec l'administration devaient l'amener à démissionner en octobre 1891. À Francfort, il fit la connaissance du peintre Hans Thoma, avec lequel il devait nouer une longue amitié. En 1893, il fut nommé comme professeur extraordinaire à l'université de Heidelberg, où il devint professeur titulaire en 1896. En 1901, il fut nommé au conseil secret de la cour et déclina l'offre d'un poste à Berlin.
En 1910, il acquit la villa Cargnacco, à Gardone Riviera, en Lombardie. La même année, il rencontra la violoniste danoise Herta Tegner (1884-1946), avec laquelle il vécut une grande passion. En 1911, il se retira de son poste et fut nommé professeur émérite. Contre ses souhaits personnels, il fut remplacé par Karl Neumann. Divorcé de Daniela en 1914, il se maria avec Herta.
Pendant la Première Guerre mondiale, la villa des Thode fut saisie par le gouvernement italien, qui en fit don à Gabriele D'Annunzio. Avec sa villa, Thode perdit sa vaste bibliothèque, sa collection d'art et des manuscrits de textes non publiés. Le couple erra à travers l'Allemagne jusqu'en 1919, avant de rejoindre Copenhague, où Thode mourut, déprimé, à la suite des complications d'une opération gastrique, en 1920.
Les travaux de Henry Thode étaient consacrés à la Renaissance, qu'il considérait comme une période d'émancipation par rapport aux valeurs médiévales et de l'apparition de individu moderne, et à l'art allemand de la fin du XIXe siècle, dont il pensait qu'il avait atteint, avec Schiller et Wagner, dont il a souligné les influences chrétiennes, le point culminant de l'art.